# Konstantyn XI Paleolog
Konstantyn XI Paleolog (gr. Κωνσταντίνος ΙΑ΄ Παλαιολόγος, serb. Константин Драгаш; ur. 8 lutego 1405, zm. 29 maja 1453) – cesarz bizantyński z dynastii Paleologów, ostatni władca Bizancjum, panujący od 6 stycznia 1449 do śmierci 29 maja 1453.

## Pochodzenie i młodość
Konstantyn urodził się 8 lutego 1405 roku w Konstantynopolu, jako ósme z dziesięciorga dzieci cesarza Manuela II i serbskiej księżniczki Heleny Dragaš. Przydomek „Dragazes” (Dragasz) jest właśnie nazwiskiem rodowym jego matki (serb. Драгаш, gr. Δραγάσης). Większość dzieciństwa spędził w stolicy. W chwili śmierci ojca miał 20 lat. Gdy Jan VIII objął tron, Konstantyn otrzymał do administrowania niewielkie terytorium bizantyńskie koło Konstantynopola. Dwukrotnie sprawował regencję w imieniu Jana VIII, gdy ten wyjeżdżał na Zachód szukając pomocy i pertraktując w sprawie unii kościelnej. W 1427 roku wspierał brata w wojnie na Peloponezie. Wówczas Paleologowie zajęli ziemie panujących tam Tocchich, a Konstantyn otrzymał za żonę Magdalenę Tocco. Rok później Jan VIII obsadził Peloponez przez swoich trzech braci: Teodora II, który rządził tam już od 1408 roku i któremu dodał Tomasza oraz właśnie Konstantyna. Bracia podzielili się terytoriami i wspólnie zarządzali półwyspem. Tytuł despoty Morei przysługiwał Teodorowi, jako temu, który dzierżył Mistrę – stolicę. 
| 4. Jan V Paleolog     |  |                       |  |  |                           |
|                       |  | 2. Manuel II Paleolog |  |  |                           |
| 5. Helena Kantakuzena |  |                       |  |  |                           |
|                       |  |                       |  |  | 1. Konstantyn XI Paleolog |
| 6. Konstantin Dragaš  |  |                       |  |  |                           |
|                       |  | 3. Helena Dragaš      |  |  |                           |
| 7. NN                 |  |                       |  |  |                           |
|                       |  |                       |  |  |                           |

## Rządy na Peloponezie
Konstantyn rządził na Peloponezie w despotacie Morei wraz z braćmi od 1428 do 1449 roku. Do 1443 panował wraz ze starszym od siebie Teodorem II, a od 1430 wraz z młodszym Tomaszem. W 1443 Teodor przeniósł się na prośbę Jana VIII do Selimbrii, gdzie zmarł w 1448 roku. Konstantyn po objęciu tronu Cesarstwa przekazał współrządy w Morei kolejnemu bratu – Demetriuszowi. Od 1449 roku despotami Morei byli dlatego Tomasz i Demetriusz, a Konstantyn odpowiadał za obronę Konstantynopola. Tytuł despoty Morei rezerwowano zwykle dla tego, który dzierżył Mistrę – stolicę despotatu, ale niekiedy (i jest to prawidłowe) nazywano rządzących na Peloponezie Paleologów „despotami Mistry i Morei”. Konstantyn XI, jak i pozostali synowie Manuela II skutecznie zwalczali włoskich książąt usadowionych na terenach dzisiejszej Grecji, ale ponieśli klęskę w starciu z nawałą turecką.
Konstantyn XI rozwinął szerszą działalność polityczną, gdy w 1443 otrzymał stolicę Morei – Mistrę po wyjeździe brata Teodora. Kontynuował dorobek w dziedzinie kultury Teodora, rozbudowując Mistrę w drugi po Konstantynopolu ośrodek intelektualny upadającego Cesarstwa. W latach 1444–1446 mimo początkowych sukcesów militarnych, opanowania Aten, Teb, Tesalii, Beocji i Fokidy, poniósł całkowitą klęskę w wojnie z Turkami, którzy wsparli usuniętego księcia Aten – z rodu Acciaiuolich. Turcy spustoszyli Peloponez, a Konstantyn musiał uznać się za wasala sułtana i płacić trybut.

## Objęcie tronu i obrona Konstantynopola
Gdy zmarł cesarz Jan VIII Paleolog, między Konstantynem a jego bratem Demetriuszem rozpoczął się spór o tron. Demetriusz pierwszy dotarł z Morei do Konstantynopola, lecz nie zdobył dla siebie uznania arystokracji ani żyjącej matki, Heleny Dragasz, która popierała kandydaturę najstarszego żyjącego syna – Konstantyna. W takiej sytuacji Demetriusz musiał ustąpić, a Konstantyn został wybrany cesarzem w Mistrze 6 stycznia 1449 roku. Koronacji nigdy nie było. 12 marca przybył do Konstantynopola i objął rządy w stolicy. 
Konstantyn próbował wejść w koligacje rodzinne z sułtanem Muradem II poprzez ewentualny ślub z jedną z jego krewnych i w ten sposób zneutralizować istniejące nad cesarstwem zagrożenie tureckie, jednak nic z tych planów nie wyszło. Sułtan zaczął bowiem domagać się zwierzchności nad Konstantynopolem, na co cesarz nie chciał i nie mógł się zgodzić. W takiej sytuacji Konstantyn zwrócił się do władców państw zachodnich z prośbą o pomoc, ci jednak uzależnili ją od zawarcia unii między Kościołem bizantyjskim a rzymskim. Podobne próby podejmowali także poprzednicy Konstantyna na tronie, choć bez większego skutku. Cesarz w 1452 roku podpisał akt o zjednoczeniu obu Kościołów, jednak unia została powszechnie odrzucona zarówno przez prawosławne duchowieństwo, jak i przez lud. Na czele opozycji antyunijnej stała rodzina Notarasów.
Przed rozpoczęciem ostatecznego szturmu na Konstantynopol sułtan Mehmed II zaproponował Konstantynowi, by ten poddał mu stolicę i osiadł w Mistrze jako despota Morei, gdzie mógłby panować, jednak on odrzucił tę propozycję. Zdecydował się na walkę w obronie cesarstwa. Upadek Konstantynopola nastąpił 29 maja 1453 roku, a Konstantyn zginął w boju u boku hiszpańskiego rycerza Don Francisca z Toledo, towarzysza broni Jana Dalmaty i kuzyna Teofila Paleologa, który chwilę przed śmiercią krzyknął, że umrze raczej, niżby miał żyć. Jak napisał Szymon Olszaniec, Konstantyn XI dzięki swej postawie w czasie obrony Cesarstwa, „do historii przeszedł jako odważny władca, który nie poddaje się niepowodzeniom i walczy z przeciwnościami losu”.
Niektóre kościoły prawosławne uznają ostatniego cesarza bizantyńskiego za świętego, choć oficjalnej kanonizacji nigdy nie przeprowadzono.

## Małżeństwa
Był dwukrotnie żonaty. Pierwsze małżeństwo zawarł z Magdaleną (Teodorą) Tocco, siostrzenicą włoskiego władcy Epiru – Leonarda II Tocco. Małżeństwo zostało zawarte w 1428 w obozie wojskowym w pobliżu Patras na Peloponezie. Małżeństwo miało przypieczętować dominację Paleologów na Peloponezie. Magdalena zmarła jednak rok później przy porodzie. Potem 27 lipca 1441 roku ożenił się z Katarzyną Gattilusio, córką genueńskiego władcy Lesbos Dorina I z rodu Gattilusio. Krótkotrwałe małżeństwo wzmacniało związki Paleologów z genueńską dynastią
Lesbos. Jednakże także i ona rychło zmarła, w 1442 roku w rok po zawarciu małżeństwa. Konstantyn XI znalazł się w podobnej sytuacji jak jego brat Jan VIII. Katarzyna Gattilusio czy Magdalena Tocco, wychowane w świecie egejskim, w aurze współistnienia katolicyzmu i prawosławia, nie były wyrazicielkami religijnej misji Rzymu, chociaż Katarzyna 
Gattilusio brała ślub z Konstantynem XI w klimacie zbliżenia Kościołów, po podpisaniu unii we Florencji w 1439. Steven Runciman utrzymuje, że żony despoty, a przyszłego cesarza Konstantyna XI, nie przeszły na prawosławie. Magdalena Tocco zmarła w zamku Saint-Omer. Jej zwłoki przewieziono do Mistry i nie ma śladu, aby odmówiono im pochówku prawosławnego. Ślub Magdaleny z Paleologiem był efektem zwycięstwa Bizantyńczyków nad łacinnikami. Konstantyn nie miał żadnego interesu politycznego, aby utrzymać katolicyzm swej żony. Postawa religijna Magdaleny nie jest więc jednoznaczna. Katarzyna Gattilusio natomiast nie opuściła de facto swego środowiska. Ślub odbył się na Lesbos, gdy zaś wyruszyła w podróż z Konstantynem, dotarła tylko do Lemnos i tam zmarła. Choćby dlatego można wnosić, że nie zmieniła wiary. Nadto jej ślub odbył się już po podpisaniu unii florenckiej w 1439. Dwór rozpoczął poszukiwania trzeciej żony dla cesarza. Planowano ożenić go z wdową po sułtanie Muradzie II – macochą Mehmeda II – Marą Branković. Była córką serbskiego władcy Đurađa Brankovicia oraz bizantyjskiej arystokratki Ireny Kantakuzen. Została oddana sułtanowi przez ojca i wcielona do haremu. Po śmierci sułtana wróciła do Serbii i odsunęła się od życia politycznego, nie zgadzając się na ślub z cesarzem. Potem zastanawiano się nad ożenkiem cesarza z księżniczką trapezuńską lub gruzińską. Przyjaciel cesarza Sfrantzes udał się z matrymonialną misją do Gruzji, negocjował też małżeństwo cesarza z córką doży weneckiego Franciszka Foscari. Najazd Turków przekreślił plany matrymonialne Bizantyńczyków.